# Spondylosium rectangulare
Spondylosium rectangulare là một loài Song tinh tảo trong họ Desmidiaceae, thuộc chi Spondylosium.